# Sommer-Deaflympics 2013/Bowling
Bei den Sommer-Deaflympics 2013 in Sofia wurden im “Mega Extreme Bowling Center” acht Wettbewerbe im Bowling ausgetragen.

## Frauen

### Einzel
| Platz | Land | Sportlerin                     | Punkte |
| ----- | ---- | ------------------------------ | ------ |
| 1     | TPE  | Shu-Min Huang                  | 1221   |
| 2     | RUS  | Olga Valeryevna Lotina         | 1165   |
| 3     | TPE  | Hsiang-Tzu Lin                 | 1150   |
| 4     | KOR  | Sunok Park                     | 1149   |
| 5     | ISL  | Ragnheidur Thorgilsdottir      | 1136   |
| 6     | RUS  | Nadezda Georgievna Korablinova | 1133   |
| 7     | SWE  | Annelie Karlsson               | 1130   |
| 8     | USA  | Jennifer Kutcka                | 1120   |

### Doppel
| Platz | Land | Sportlerinnen                                  | Punkte |
| ----- | ---- | ---------------------------------------------- | ------ |
| 1     | KOR  | Jieun Kim, Sunok Park                          | 2322   |
| 2     | TPE  | Hsiang Tsu TSU Lin, Shu Min Huang              | 2319   |
| 3     | RUS  | Olga Valeryevna Lotina, Nadezda Korablinova    | 2288   |
| 4     | RUS  | Marina Katanskaya, Zhanna Moskalenko           | 2213   |
| 5     | TPE  | Yao Chien Chang, Wen Ni Chen                   | 2180   |
| 6     | UKR  | Alla Diachenko, Viktoriya Semizenko            | 2173   |
| 7     | SWE  | Ann-Charlotte Dahlberg, Annelie Karlson        | 2171   |
| 8     | ISL  | Ragna Magnusdottier, Ragnheidur Thorgilsdottir | 2168   |

### Mannschaft
| Platz | Land              | Punkte |
| ----- | ----------------- | ------ |
| 1     | Südkorea          | 4632   |
| 2     | Chinesisch Taipeh | 4465   |
| 3     | Russland          | 4428   |
| 4     | Ukraine           | 4315   |
| 5     | Deutschland       | 4259   |
| 6     | Schweden          | 4157   |
| 7     | Italien           | 4054   |
| 8     | Griechenland      | 4004   |

### Masters
| Platz | Land | Sportlerinnen                  | Punkte |
| ----- | ---- | ------------------------------ | ------ |
| 1     | KOR  | Jieun Kim                      |        |
| 2     | TPE  | Hsiang-Tzu Lin                 |        |
| 3     | TPE  | Shu-Min Huang                  |        |
| 4     | FIN  | Satu Kristiina Lintula         |        |
| 5     | KOR  | Sunok Park                     |        |
| 6     | KOR  | Jeongyeon Jeong                |        |
| 7     | GER  | Melanie Klinke                 |        |
| 8     | RUS  | Nadezda Georgievna Korablinova |        |

## Männer

### Einzel
| Platz | Land | Sportler                      | Punkte |
| ----- | ---- | ----------------------------- | ------ |
| 1     | KOR  | Seongjo An                    | 1489   |
| 2     | KOR  | SEO Youngchun Seo             | 1329   |
| 3     | SWE  | Anton Carl Bertil Elofsson    | 1281   |
| 4     | TPE  | Ching-Ling Chiu               | 1245   |
| 5     | SWE  | Fredric Tesfaye Angurun Flink | 1242   |
| 6     | CAN  | Dwight Joseph Safroniuk       | 1241   |
| 7     | SUI  | Reto Schellenberg             | 1238   |
| 8     | RUS  | Dmitry Lyvovich Kuznetsov     | 1234   |

### Doppel
| Platz | Land | Sportler                                      | Punkte |
| ----- | ---- | --------------------------------------------- | ------ |
| 1     | SWE  | Anton Carl Elofsson, Fredric Tesfaye Flink    | 2686   |
| 2     | KOR  | Seongjo An, Jonghoon Ham                      | 2517   |
| 3     | GER  | Simon Wildenhayn, Kevin Lindemann             | 2371   |
| 4     | GER  | Daniel Duda, Holger Vetter                    | 2370   |
| 5     | RUS  | Nikolay Shershakov, Dmitry Lyvovich Kuznetsov | 2359   |
| 6     | CYP  | Panikos Iakovidis, Nikos Loizou               | 2338   |
| 7     | FRA  | Ludovic Bartout, Frederik Delsol              | 2326   |
| 8     | TPE  | Ching-Ling Chiu, Chien-Hao Chen               | 2310   |

### Mannschaft
| Platz | Land              | Punkte |
| ----- | ----------------- | ------ |
| 1     | Südkorea          | 5000   |
| 2     | Deutschland       | 4989   |
| 3     | Zypern            | 4727   |
| 4     | Chinesisch Taipeh | 4612   |
| 5     | Ukraine           | 4561   |
| 6     | Niederlande       | 4487   |
| 7     | Schweden          | 4398   |
| 8     | Kanada            | 4383   |

### Masters
| Platz | Land | Sportler                        | Punkte |
| ----- | ---- | ------------------------------- | ------ |
| 1     | KOR  | Seongjo An                      |        |
| 2     | SWE  | Anton Carl Bertil Elofsson      |        |
| 3     | KOR  | Jonghoon Ham                    |        |
| 4     | GER  | Simon Wildenhayn                |        |
| 5     | SWE  | Fredric Tesfaye Angurun Flink   |        |
| 6     | UKR  | Vladyslav Ialovega              |        |
| 7     | RUS  | Nikolay Mikhailovich Shershakov |        |
| 8     | KOR  | Sunghwan Kim                    |        |

## Medaillenspiegel Bowling
| Medaillenspiegel Bowling | Medaillenspiegel Bowling | Medaillenspiegel Bowling | Medaillenspiegel Bowling | Medaillenspiegel Bowling | Medaillenspiegel Bowling |
| Platz                    | Land                     | G                        | S                        | B                        | Gesamt                   |
| ------------------------ | ------------------------ | ------------------------ | ------------------------ | ------------------------ | ------------------------ |
| 01                       | Südkorea                 | 6                        | 2                        | 1                        | 9                        |
| 02                       | Chinesisch Taipeh        | 1                        | 3                        | 2                        | 6                        |
| 03                       | Schweden                 | 1                        | 1                        | 1                        | 3                        |
| 04                       | Russland                 | -                        | 1                        | 2                        | 3                        |
| 05                       | Deutschland              | -                        | 1                        | 1                        | 2                        |
| 06                       | Zypern                   | -                        | -                        | 1                        | 1                        |
| Total                    | Total                    | 8                        | 8                        | 8                        | 24                       |